# 1992年全米オープン (テニス)
1992年 全米オープン（1992ねんぜんべいオープン、US Open 1992）は、アメリカ・ニューヨークマンハッタンにある「USTAナショナル・テニスセンター」にて、1992年8月31日から9月13日にかけて開催された。

## シード選手

### 男子シングルス
1. ジム・クーリエ　（ベスト4）
2. ステファン・エドベリ　（優勝、大会2連覇）
3. ピート・サンプラス　（準優勝）
4. マイケル・チャン　（ベスト4）
5. ゴラン・イワニセビッチ　（3回戦）
6. ペトル・コルダ　（1回戦）
7. ボリス・ベッカー　（4回戦）
8. アンドレ・アガシ　（ベスト8）
9. イワン・レンドル　（ベスト8）
10. カルロス・コスタ　（4回戦）
11. ミヒャエル・シュティヒ　（2回戦）
12. ウェイン・フェレイラ　（ベスト8）
13. ギー・フォルジェ　（4回戦）
14. マラビーヤ・ワシントン　（4回戦）
15. リカルド・クライチェク　（4回戦）
16. ジョン・マッケンロー　（4回戦）

### 女子シングルス
1. モニカ・セレシュ　（優勝、大会2連覇）
2. シュテフィ・グラフ　（ベスト8）
3. マルチナ・ナブラチロワ　（2回戦）
4. ガブリエラ・サバティーニ　（ベスト8）
5. アランチャ・サンチェス・ビカリオ　（準優勝）
6. ジェニファー・カプリアティ　（3回戦）
7. メアリー・ジョー・フェルナンデス　（ベスト4）
8. コンチタ・マルチネス　（1回戦）
9. マニュエラ・マレーバ・フラニエール　（ベスト4）
10. ヤナ・ノボトナ　（1回戦）
11. アンケ・フーバー　（1回戦）
12. ナタリー・トージア　（2回戦）
13. ヘレナ・スコバ　（4回戦）
14. ジーナ・ガリソン　（4回戦）
15. カテリナ・マレーバ　（3回戦）
16. マリー・ピエルス　（4回戦）

## 大会経過

### 男子シングルス
準々決勝
- ジム・クーリエ vs.  アンドレ・アガシ　6-3, 6-7, 6-1, 6-4
- ピート・サンプラス vs.  アレクサンドル・ボルコフ　6-4, 6-1, 6-0
- マイケル・チャン vs.  ウェイン・フェレイラ　7-5, 2-6, 6-3, 6-7, 6-1
- ステファン・エドベリ vs.  イワン・レンドル　6-3, 6-3, 3-6, 5-7, 7-6

準決勝
- ピート・サンプラス vs.  ジム・クーリエ　6-1, 3-6, 6-2, 6-2
- ステファン・エドベリ vs.  マイケル・チャン　6-7, 7-5, 7-6, 5-7, 6-4

### 女子シングルス
準々決勝
- モニカ・セレシュ vs.  パトリシア・ヒー　6-1, 6-2
- メアリー・ジョー・フェルナンデス vs.  ガブリエラ・サバティーニ　6-2, 1-6, 6-4
- マニュエラ・マレーバ・フラニエール vs.  マグダレナ・マレーバ　6-2, 5-3 （途中棄権）
- アランチャ・サンチェス・ビカリオ vs.  シュテフィ・グラフ　7-6, 6-3

準決勝
- モニカ・セレシュ vs.  メアリー・ジョー・フェルナンデス　6-3, 6-2
- アランチャ・サンチェス・ビカリオ vs.  マニュエラ・マレーバ・フラニエール　6-2, 6-1

## 決勝戦の結果
- 男子シングルス： ステファン・エドベリ vs.  ピート・サンプラス　3-6, 6-4, 7-6, 6-2
- 女子シングルス： モニカ・セレシュ vs.  アランチャ・サンチェス・ビカリオ　6-3, 6-3
- 男子ダブルス： ジム・グラブ＆ リッチー・レネバーグ vs.  リック・リーチ＆ ケリー・ジョーンズ　3-6, 7-6, 6-3, 6-3
- 女子ダブルス： ジジ・フェルナンデス＆ ナターシャ・ズベレワ vs.  ヤナ・ノボトナ＆ ラリサ・ネーランド　7-6, 6-1
- 混合ダブルス： マーク・ウッドフォード＆ ニコル・プロビス vs.  トム・ニーセン＆ ヘレナ・スコバ　4-6, 6-3, 6-3

## みどころ
- 男子シングルス準決勝で、ステファン・エドベリとマイケル・チャンが試合時間「5時間26分」のマラソン・マッチを繰り広げ、エドベリが 6-7, 7-5, 7-6, 5-7, 6-4 でチャンを振り切った。決勝でピート・サンプラスを破ったエドベリは、全米オープンで前年に続く大会2連覇を達成。これがエドベリの最後の4大大会シングルス優勝になった。